# Джулі Лет
Джулі Лет (дан. Julie Leth, нар. 13 липня 1992) — данська велогонщиця, срібна призерка Олімпійських ігор 2020 року, чемпіонка Європи.

## Виступи на Олімпіадах
| Олімпіада  | Дисципліна | Місце |
| ---------- | ---------- | ----- |
| Токіо 2020 | медісон    | 2     |

## Зовнішні посилання
- Джулі Лет [Архівовано 9 серпня 2021 у Wayback Machine.] на сайті Cycling Archives

1. 1 2  Olympedia — 2006.